# Marin Kovačić
Marin Kovačić (Split, 14. listopada 1943. – Split, 12. siječnja 2016.), bivši je hrvatski nogometaš i nogometni trener. Poznat kao višedesetljetni Hajdukov pomoćni trener.

## Igračka karijera
Rodio se je Splitu 1943. godine. U Splitu je završio srednju tehničku školu. Namjeravao je studirati arhitekturu.

### Početci i RNK Split
Nogometnu je karijeru počeo u RNK Split, dok je trener bio Luka Kaliterna. U Hajduku je juniore vodio Ive Radovniković koji je pozvao Kovačića pojačati Hajduka za jednu utakmicu u Šibeniku. Na toj je utakmici Šibenik bio imao poznate igrače koji su poslije igrali u Hajduku: Nadovezu, Žaju, Aralicu, dok je na Šibenikovim vratima bio Mate Mišo Kovač, poslije poznati pjevač. Na toj je utakmici Kovačić postigao dva pogotka, nakon čega je Hajduk Kovačića doveo u svoje redove.

### HNK Hajduk
Kovačić je prvo igrao u navali, a poslije je prešao u vezni red. Za Hajdukovu je prvu momčad prvi put nastupio 1961. godine umjesto ozlijeđenog reprezentativca Ante Žanetića. Premda je Kovačić bio juniorski reprezentativac, namjeravao se usmjeriti k studiju i radu u gospodarstvu. Trener Milovan Ćirić htio je reaktivirati Kovačića, no već 1966. Kovačić je odlučio otići u inozemstvo. Budući da je odslužio vojsku, iskoristio je novouvedeno pravilo kojim se igračima koji su odslužili obvezni vojni rok omogućuje otići igrati nogomet u inozemstvu. Odlukom trenera Dušana Nenkovića Kovačić nije stavljen u momčad koja je igrala završnicu Kupa Jugoslavije 1967. koju je Hajduk osvojio, ali je dobio premiju kao da je nastupio. Umjesto Kovačića igrao je Miroslav Bošković (zvani "Galeb"). Za HNK Hajduk sveukupno odigrao je 179 utakmica postigavši 37 pogodaka.

### Inozemstvo
Za prvi klub u inozemstvu izabrao je Austriju iz Celovca. To je bio klub koji je na pripreme dolazio u Hrvatsku, a u njemu su već prije igrali Bernard Vukas i Geza Šenauer. Nakon Austrije karijeru je nastavio u švicarskom Servetteu, te nakon toga u Wiener Sport-Clubu i ponovno u celovečkoj Austriji. Dok je igrao u Wiener Sport-Clubu nastupio je 3 puta i u Kupu Uefa u sezonama 1969./70. i 1970./71. Mogao je zaigrati i u ljubljanskoj Olimpiji kad je tih godina krenula u veliku nabavu igrača radi stvaranja snažne momčadi. To je bilo vrijeme prvog vala nogometnog profesionalizma u ondašnjoj državi. Kovačić je izabrao ostati u Splitu. 

### Reprezentativna karijera
Nastupio je za jugoslavensku juniorsku nogometnu reprezentaciju.

## Trenerska karijera
Na nagovor Pere Nadoveze otišao je u trenere. Hajduk ga je postavio u stručni stožer za rad s najmlađim kategorijama ("s tićima i repcima"). Bio je član uspješnog stručnog stožera koji je postigao velike uspjehe 1970-ih i 1980-ih. Ta je škola iznjedrila Vulića, Ćutuka, Mladena (Kemu) i Jozu Bogdanovića, vratara Bilića, a kuriozitet je da je Hajdukov liječnik dr Fabijan Čukelj bio izgledni branič koji je umjesto športske izabrao liječničku karijeru. Kovačić je uglavnom bio vodio mlade pogone, a jedinu utakmicu kao glavni trener u Hajduku imao je 1987. godine dok se tražilo trenera, nakon što je otišao Tomislav Ivić u Porto. Nakon što je došao Ivan Vucov, Kovačić je opet bio pomoćni. Kovačić je još radio u Maleziji, Austriji i Sloveniji. U Hajduk se vratio  gdje je bio šef škole nogometa. Posljednji ugovor o djelu važio mu je do 1. srpnja 2012. godine. Odlukom ondašnjeg predsjednika Hrvoja Maleša skraćen je na šest mjeseci i na 50 %, a prema Kovačićevim riječima, to je bilo bez ikakva objašnjenja i razgovora. Kovačić je bio nezadovoljan tim postupkom i odbio je prihvatiti i taj prepolovljeni ugovor i umirovio se. 

## Vanjske poveznice
- (njem.) Marin Kovačić na weltfussball.at